# Saurornitholestes
Saurornitholestes (Sauro = "ödla-", Ornitho = "Fågel-", Lestes = "Tjuv"), var ett släkte med fågelliknande dinosaurier från Nordamerika. Saurornitholestes ingick i familjen Dromaeosauridae, och var nära släkt med de välkända Velociraptor och Deinonychus. Inkompletta skelett och andra fossil efter Saurornitholestes finns rapporterat från Alberta, Montana och New Mexico, där den tros ha levt under Yngre Kritaperioden för omkring 75 - 73 milj. år sedan. Ensamma fossila tänder efter Saurornitholestes är också förekommande på flera platser, och det finns också beskrivna tandfossil från Texas. De första fossilen av Saurornitholestes hittades i Dinosaur Provincial Park, Judith River Formation, Alberta, av Irene Vanderloh, 1974. Fossilet hamnade senare hos forskaren Hans-Dieter Sues, som beskrev det 1978.
Det finns rapporter om ett tandfossil efter Saurornitholestes inbäddat i ett ben från flygödlan Quetzalcoatlus. vilket tolkats som bevis för att den lilla dinosaurien åt av ett kadaver efter den stora flygödlan. Det finns också tänder liknande dem hos Saurornitholesthes påträffade i benbäddar med fossil av unga hadrosaurider, som kanske också utgjorde föda.

## Beskrivning

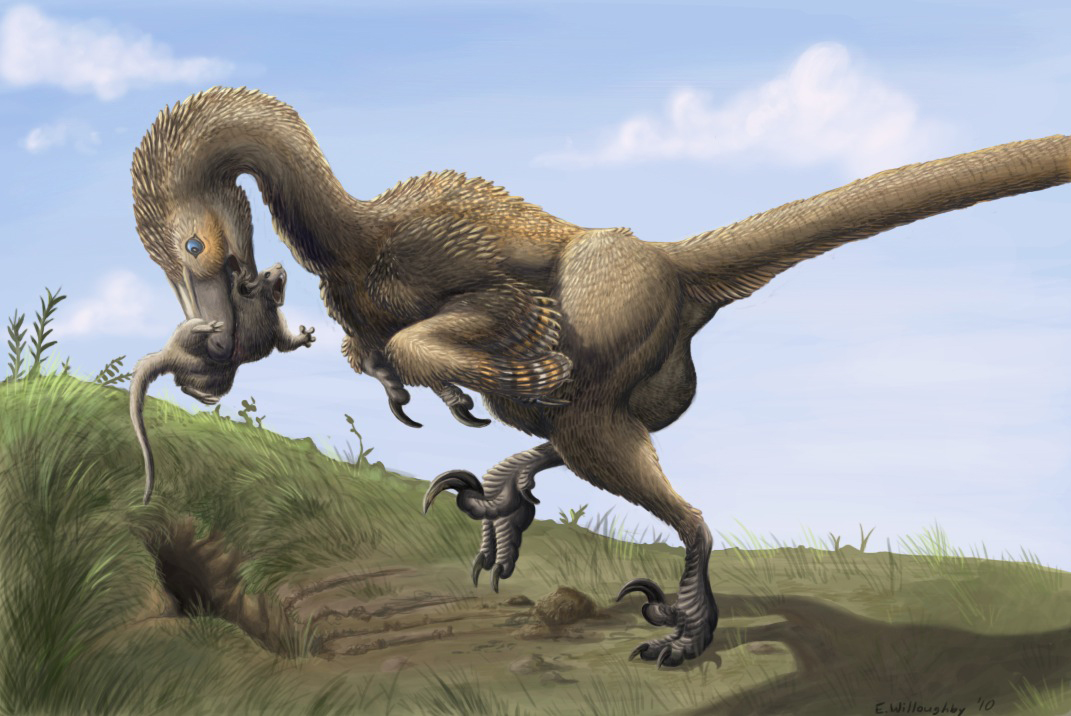
Illustration av Saurornitholestes, förtärande en Multituberculat.

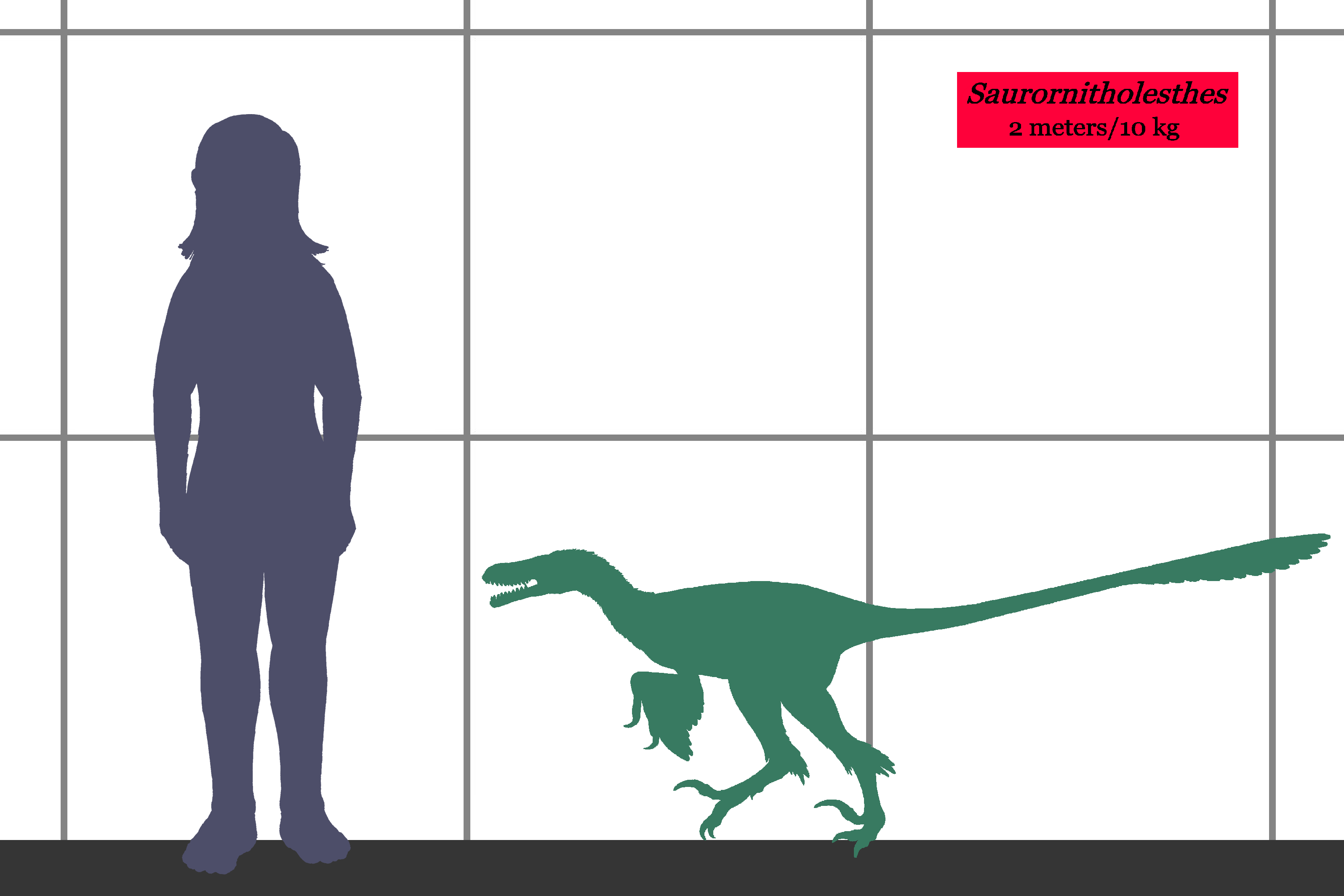
Saurornitholestes storlek, jämfört med en människa.

Saurornitholestes var utpräglad att gå på bakbenen, och balanserade kroppen med sin långa, smala svans. Den var i likhet med de flesta dromaeosaurider ganska liten; den mätte ungefär 1,8 meter från nos till svanstipp, och tros ha vägt omkring 10 kilo. Huvudet var cirka 2 dm. långt, och var försett med stora ögon. Munnen var fylld med krökta, sågtandade tänder, kanske upp till 60 stycken. Halsen var relativt lång, och frambenen var välutvecklade med händer som bar långa fingrar och krökta klor. Bakbenen var långa, med längre skenben än lårben, vilket är kännetecken för snabbt springande djur. Mellanfotens ben var dock proportionerligt korta. Fossil efter nära släktingar till Saurornitholestes antyder att de hade fjädrar, och därför antar man att också Saurornitholestes hade fjädrar i någon form.

## Taxonomi
Saurornitholestes klassificeras som en dinosaurie inom underordningen theropoda, som omfattar de köttätande dinosaurierna. Den tillhörde kladen coelurosauria, och räknas tillsammans med andra dromaeosaurider till maniraptorerna, och anses av många forskare vara nära släkt med fåglar. Några forskare har föreslagit att Dromaeosauridae i själva verket representerar en grupp tidiga fåglar som förlorat flygförmågan. Saurornitholestes närmaste släktingar anses ha varit Bambiraptor och Atrociraptor.
Det har föreslagits att släktet Saurornitholestes, tillsammans med Deinonychus, skulle kunna vara synonymer till det asiatiska släktet Velociraptor, men detta anses nu vara felaktigt.
Det har beskrivits två arter inom släktet Saurornitholestes. Typarten är S. langstoni, namngiven efter den amerikanska paleontologen Wann Langston. Den andra arten, S. robustus, beskrevs 2006, baserat på delar av ett pannben, en tand och en klo från en fot. Den särskiljes genom att pannbenet beskrivits som betydligt kraftigare än hos material tillskrivet S. langstoni, därav artnamnet robustus.